# مارفن جونسون (ملاكم)
مارفن جونسون (بالإنجليزية: Marvin Johnson)‏ (12 أبريل 1954 بإنديانابوليس في الولايات المتحدة - ) هو ملاكم أمريكي، صنّف ضمن فئة الوزن المتوسط. شارك في الألعاب الأولمبية الصيفية 1972.

## وصلات خارجية
- مارفن جونسون على موقع بوكس ريك (الإنجليزية) (registration required)
- مارفن جونسون على موقع أوليمبيديا (الإنجليزية)